# Daniele Luppi
Daniele Luppi (Pàdua, 1972) és un músic, compositor, arranjador i productor discogràfic italià.

## Biografia
Daniele Luppi va néixer a Pàdua, de mare romana i pare milanès. Després de graduar-se al conservatori, es va traslladar a Roma. s un apassionat de la música jazz i de les bandes sonores del cinema italià dels anys seixanta i els anys setanta, en particular la música d'Ennio Morricone, Alessandro Alessandroni, Nino Rota, Armando Trovajoli, Gianni Marchetti, Piero Piccioni, Nico Fidenco, Franco Micalizzi, Piero Umiliani i Guido i Maurizio De Angelis .
A finals de la dècada dels noranta, Luppi es va traslladar als Estats Units, a Los Angeles, on va començar la seva carrera artística professional. Des de 1999 es dedica a compondre i produir bandes sonores per a pel·lícules independents d'Hollywood, com ara The Woman Chaser (1999), Red Silk (1999) i Showboy (2002). Més tard també va treballar per a pel·lícules internacionals com Under the Tuscan Sun (2003), Inside Deep Throat (2005), The Nines (2007), Hell Ride (2008) i Nine (2009), així com per a un episodi de la sèrie de televisió Sexe a Nova York i per a la pel·lícula italiana La cura del gorilla (2006). Del 2012 al 2013 va compondre la música de la sèrie de televisió Magic City emesa a Starz. El 2014 va compondre la música del tema principal de la primera temporada de la sèrie de televisió Marco Polo.
El 2004 va publicar, sota el segell Rhino, el seu primer àlbum en solitari titulat An Italian Story, que va ser molt apreciat per la crítica. Més tard va conèixer el productor Brian Joseph Burton, també conegut com a productor. Danger Mouse, amb qui ha establert una relació d'amistat i col·laboració musical. Durant aquest període, també va treballar com a arranjador dels àlbums Get Lifted (2004) i Once Again (2006) de John Legend.
L'any 2010, sota el segell Ipecac, va publicar el seu segon disc, Malos hábitos, la banda sonora de la pel·lícula homònima del 2007, dirigida per Simón Bross i presentat al 60è Festival Internacional de Cinema de Canes. El mateix any va col·laborar com a arranjador i productor a l'àlbum Mondo cane de Mike Patton.
Després de col·laborar com a arranjador en els àlbums St. Elsewhere (2006) i The Odd Couple (2008) del duo Gnarls Barkley, format per Danger Mouse i el raper Cee Lo Green, el 2011 Luppi va col·laborar de nou amb Danger Mouse per crear l'àlbum Roma, gravat a capital italiana després d'una producció que va durar més de cinc anys. L'àlbum, que va ser rebut positivament per la crítica, també compta amb la participació de Jack White i Norah Jones.
El 2016 va col·laborar amb els Red Hot Chili Peppers al seu àlbum The Getaway. L'any 2017 es va publicar Milano, un disc que neix de la col·laboració entre Luppi i el grup de rock estatunidenc Parquet Courts. El 2021 va compondre la banda sonora de Mona Lisa i la lluna de sang, per la que va rebre el premi a la millor banda sonora al LIV Festival Internacional de Cinema Fantàstic de Catalunya.

## Discografia

### Com a compositor
- 2004 - An Italian Story (Rhino)
- 2010 - Malos hábitos (Ipecac)
- 2011 - Rome (Parlophone, Capitol), amb Danger Mouse
- 2017 - Milano (30th Century Records), amb  Parquet Courts
- 2022 - Charm of Pleasure (Verve), amb Greg Gonzalez

### Com arranjador
- 2004 - Get Lifted de John Legend
- 2006 - Once Again de John Legend
- 2006 - St. Elsewere de Gnarls Barkley
- 2008 - The Odd Couple de Gnarls Barkley
- 2009 - Last Laugh de Joker's Daughter
- 2010 - Broken Bells de Broken Bells
- 2010 - Dark Night of the Soul de Danger Mouse i Sparklehorse
- 2010 - Mondo cane de Mike Patton

### Com a productor
- 2006 - Fatalist and Friends de Robbers on High Street
- 2007 - Grand Animals de Robbers on High Street
- 2010 - Mondo cane de Mike Patton

## Filmografia

### Compositor
- The Woman Chaser, dirigida per Robinson Devor (1999)
- Big Apple, dirigida per Danny Lerner (2002)
- Showboy, dirigida per Lindy Heymann e Christian Taylor (2002)
- Sexe a Nova York – Episodi 5 de la 5a temporada (2002)
- Puños rosas, dirigida per Beto Gómez (2004)
- La cura del gorilla, dirigida per Carlo Sigon (2006)
- One Night with You, dirigida per Joe D'Augustine (2006)
- Malos hábitos, dirigida per Simón Bross (2007)
- Assassination of a High School President, dirigida per Brett Simon (2008)
- Hell Ride, dirigida per Larry Bishop (2008)
- Magic City –sèrie de televisió, 16 episodis (2012-2013)
- Feriado, dirigida per Diego Araujo (2014)
- Marco Polo – sèrie de televisió, 10 episodis (2014)
- Mona Lisa i la lluna de sang, dirigida per Ana Lily Amirpour (2021)

### Bandes sonores
- Red Silk, dirigida per Jesús Franco (1999) – direct-to-video
- Everything Put Together, dirigida per Marc Forster (2000)
- Showboy, dirigida per Lindy Heymann i Christian Taylor (2002)
- Under the Tuscan Sun, dirigida per Audrey Wells (2003)
- Inside Deep Throat, dirigida per Fenton Bailey e Randy Barbato (2005)
- The Nines, dirigida per John August (2007)
- Nine, dirigida per Rob Marshall (2009)
- Big Mommas: Like Father, Like Son, dirigida per John Whitesell (2011)
- Breaking Bad – sèrie, episodi  tretzè de la quarta temporada, (2011)
- Fifty Shades of Black, dirigida per Michael Tiddes (2016)
- Mother's Day, dirigida per Garry Marshall (2016)